# Augusta Wilhelmina Heska
Augusta Wilhelmina Luiza Heska (ur. 25 lipca 1797 w zamku Rumpenheim koło Kassel, zm. 6 kwietnia 1889 w Londynie) – księżniczka Hesji, księżna Cambridge, wicekrólowa Hanoweru.

## Życiorys
Księżniczka Augusta była trzecią córką Fryderyka, księcia Hesji, i jego żony, księżniczki Karoliny Polikseny Nassau-Usingen. Jej ojciec, książę Fryderyk, był najmłodszym synem księżniczki Marii, trzeciej córki Jerzego II Hanowerskiego. W 1803 roku jej wujek William I przybrał tytuł elektora Hesse-Kassel, za pomocą którego cała dynastia Hesse-Kassel powiększyła swoje znaczenie w hierarchii, razem z młodą Augustą.
7 maja w Kassel, i potem ponownie, 1 czerwca 1818 roku, księżniczka Augusta wyszła za mąż za swojego kuzyna Adolfa, księcia Cambridge. Adolf był dziesiątym dzieckiem i siódmym synem Jerzego III Hanowerskiego i Charlotty Mecklenburg-Strelitz. Panna młoda w chwili ślubu miała 21 lat, a pan młody 43. Po poślubieniu Adolfa, Augusta otrzymała tytuł księżnej Cambridge. Książę i księżna mieli trójkę dzieci. Augusta była ze strony matki babką Marii Teck, żony króla Jerzego V.
Od 1818 roku do koronacji królowej Wiktorii i rozdzielenia Wielkiej Brytanii i Hanoweru w 1837 roku księżna Cambridge żyła w Hanowerze, gdzie jej mąż władał jako wicekról w imieniu swoich dwóch braci, Jerzego IV Hanowerskiego i Wilhelma IV Hanowerskiego. Augusta i Adolf wrócili do Wielkiej Brytanii, gdzie żyli na wsi w Cambridge, Kew, i później w St. James’s Palace.
W czasie małżeństwa urodziła troje dzieci:
- Jerzego Hanowerskiego (1819 – 1904)
- Augustę Hanowerską (1822 – 1916)
- Marię Adelajdę Hanowerską (1833 – 1897)

Augusta Wilhelmina Heska przeżyła swojego męża o 39 lat, umierając w wieku 91 lat w St. James’s Palace w Londynie.